# 黃節文
黃節文（1913年1月9日—1963年7月31日），字筠子，又名瑞筠。黑龍江省哈爾濱人。民國37年（1948年）在嫩江省選區當選第一屆立法委員

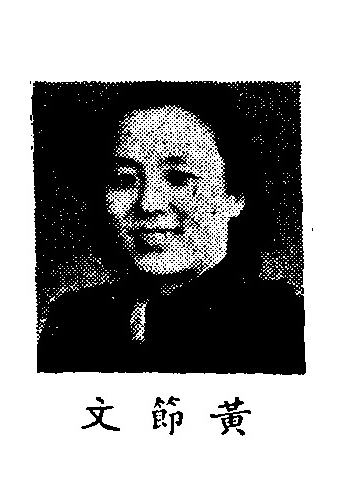
出席制憲國民大會代表時

## 生平[3][4]
- 國立師範大學畢業
- 日本東京帝國大學研究員
- 自創私立惠童職校校長
- 制憲國民大會代表
- 中國兒童福利社社長
- 民國52年7月31日在日本東京慶應大學附屬醫院因胃癌逝世[5][6]